# سینما پیام (شیراز)
سینما پیام یک سینما در شهر شیراز، ایران است.
این سینما که در سال ۱۳۳۰ تأسیس شده هم‌اکنون متعلق به حوزه هنری می‌باشد و دارای ۵۲۶ نفر ظرفیت می‌باشد.